# Zinssatzung
Die Zinssatzung ist ein Konstrukt zur Umgehung des mittelalterlichen Zinsverbots bei Krediten.
Der Gläubiger nimmt fruchttragende Güter (Äcker, Reben) des Schuldners in Pfandbesitz. Er bewirtschaftet die Güter und behält den Ertrag als Verzinsung.
Papst Alexander III. hat die Zinssatzung 1163 verboten.